# Battistero di San Filippo Neri
Il battistero di San Filippo Neri è una chiesa battesimale di Busto Arsizio progettata da Biagio Bellotti accanto alla basilica di San Giovanni Battista e realizzata tra il 1744 e il 1751, quando fu inaugurato nella giornata del 10 luglio.
Si tratta di un edificio a pianta quadrata con doppio ingresso, dalla piazza San Giovanni e dalla sagrestia che affaccia su un'area di pertinenza della basilica.
Nell'Ottocento subì alcune modifiche, sia all'interno che all'esterno. Nel 1992-1995 venne ripristinata la disposizione originaria degli interni con la ricollocazione del fonte battesimale nella sua posizione originale alla destra dell'altare, in un vano appositamente dedicato che oggi accoglie il ciborio precedentemente spostato altrove.
L'altare, che venne qui trasportato dalla cappella degli Oblati che si trovava all'interno del vecchio ospedale cittadino, oggi sede comunale, è sovrastato da una tela di Biagio Bellotti raffigurante Santi Filippo Neri e Luigi Gonzaga in gloria. La quadratura dell'altare è attribuita ad Antonio Agrati, collaboratore del Bellotti. Sulla portella del tabernacolo è raffigurato Elia nel deserto svegliato dall'angelo, olio su tavola sempre del Bellotti, inoltre nel battistero è presente una tela di Bernardino Lanino data in deposito dalla Pinacoteca di Brera.
Il cancelletto in ferro battuto che separava l'aula dall'altare, sempre opera bellottiana, si trova oggi nella cappella della Madonna nella basilica di San Giovanni Battista, così come la balaustra dalla doppia curvatura, collocata oggi davanti all'altare maggiore della basilica.
Sotto il pavimento della chiesa si trovano cinque tombe e un ossario profondo circa 24 metri.
Oggi l'edificio ha la duplice funzione di battistero e sala espositiva per mostre temporanee.